# Markus Meurer

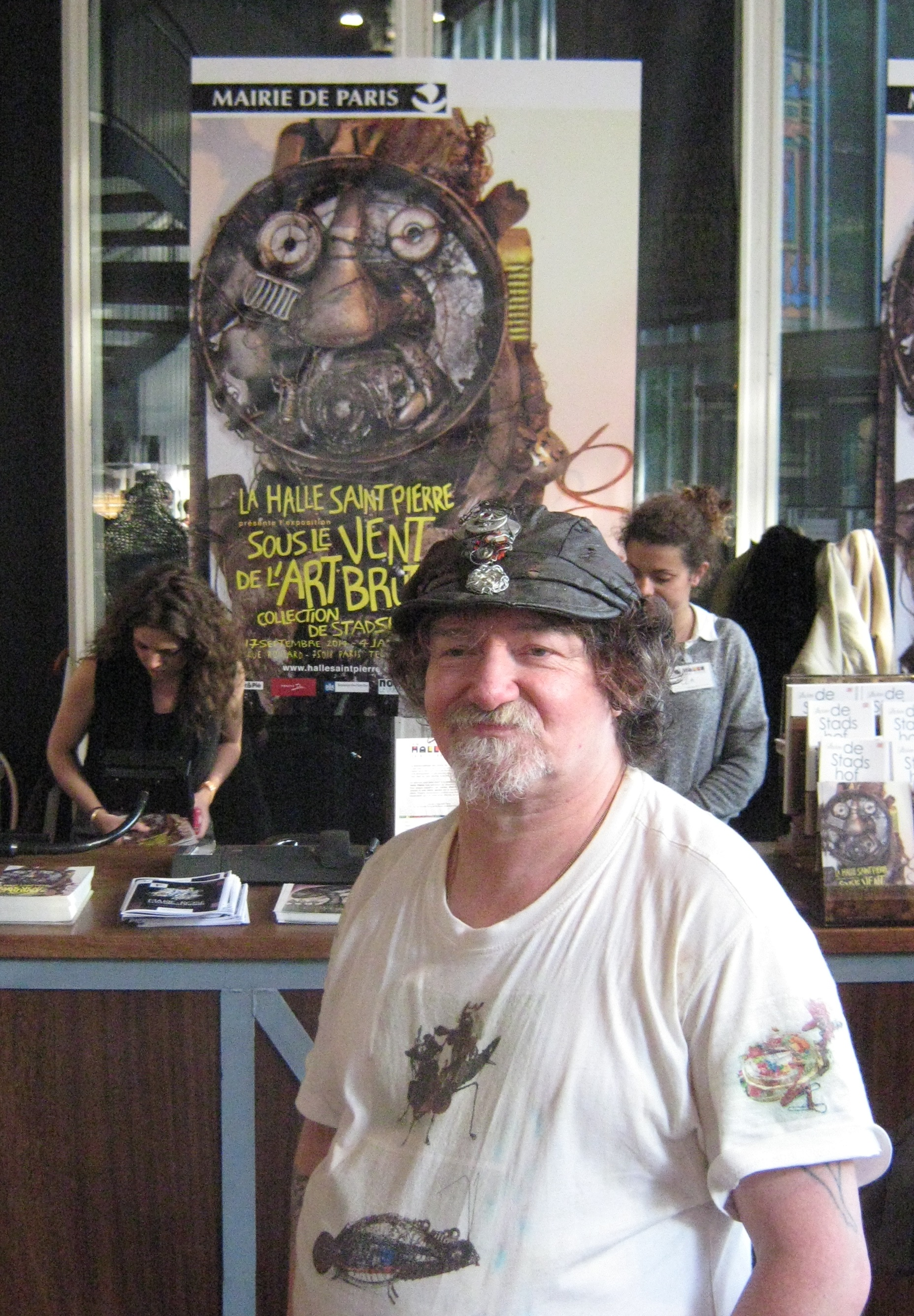
Markus Meurer bij de opening van de tentoonstelling 2014 in de Halle Saint-Pierre (Paris)

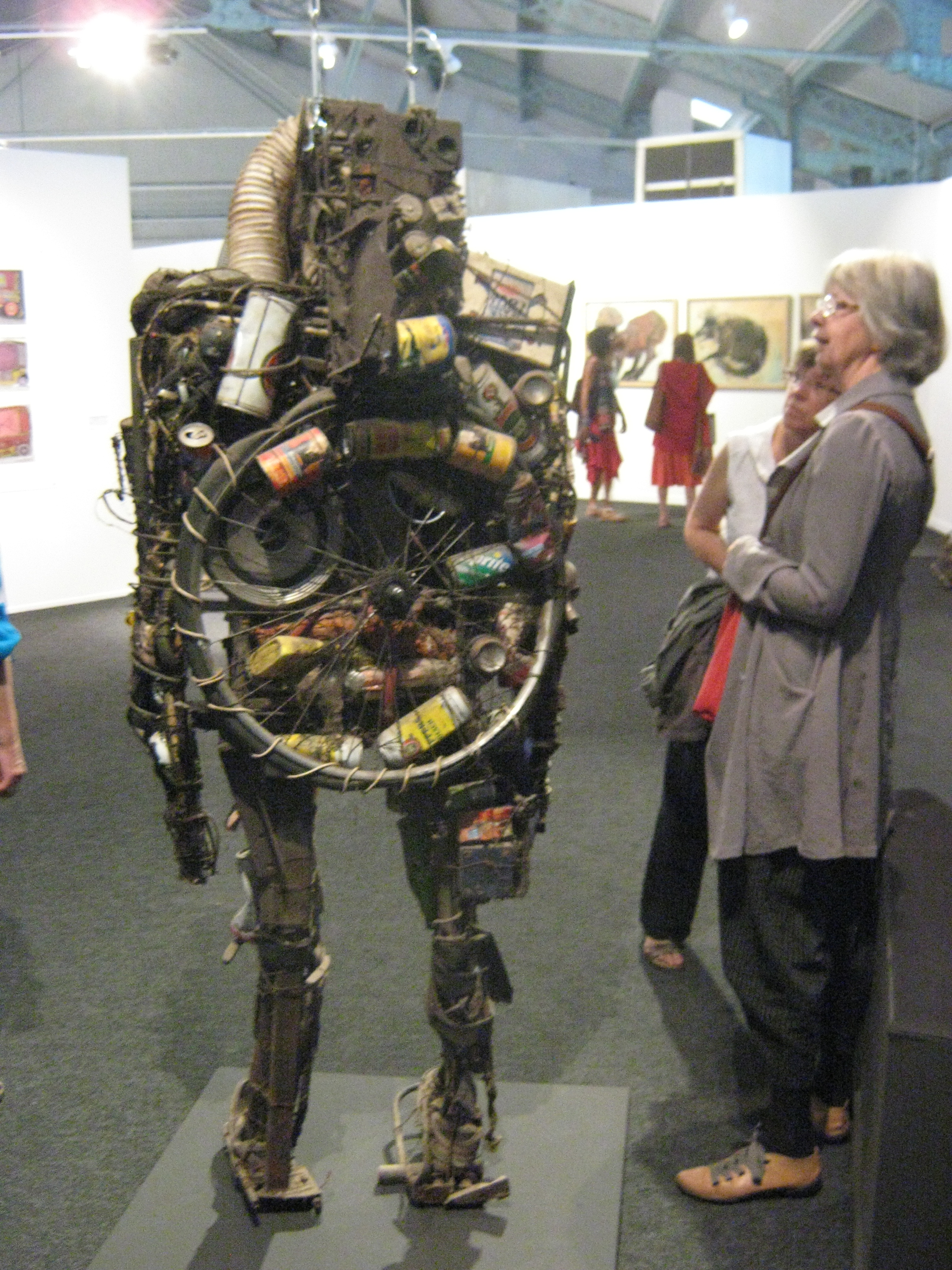
Meurer-werk "Papa" (achterkant)

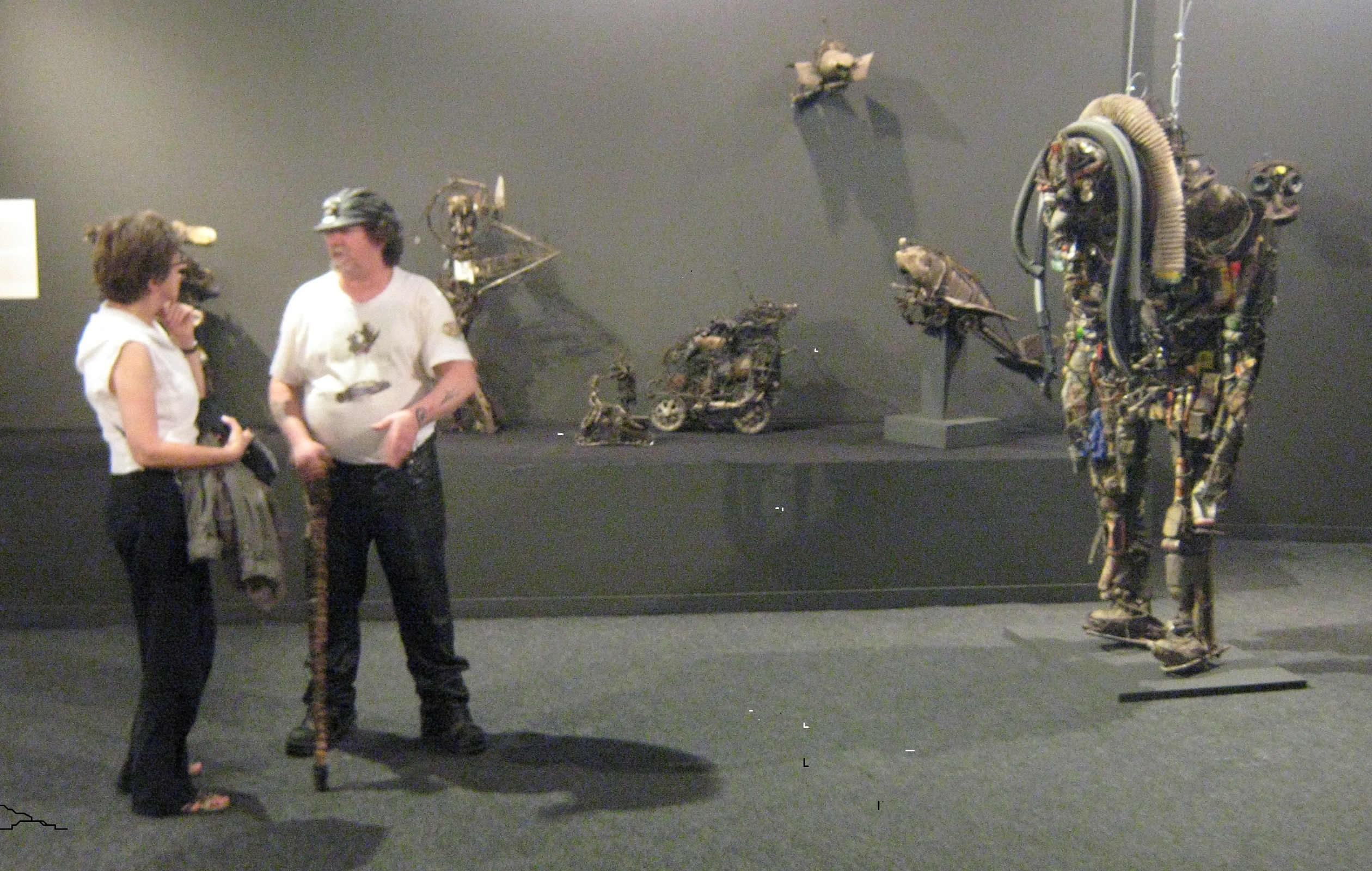
Markus Meurer (met bezoekster) voor zijn werken (2014) in de Halle Saint-Pierre (Paris)

Markus Meurer (Monreal in Rijnland-Palts, 28 april 1959) is een Duitse outsider art-kunstenaar. Van afval en gevonden voorwerpen maakt hij assemblages, beelden (plastische objecten) en collages.

## Leven en werk
Meurers vader Fritz leerde Markus van jongs af met ijzerdraad en nijptang allerlei objecten te maken. Vader vertoonde zelf ook de trekken van een outsider-kunstenaar en maakte vooral miniatuur motorfietsen, zo realistisch mogelijk. Markus hield de letterlijke nabootsing snel voor gezien. Op een vrije manier knoopte hij allerlei spullen – gewoonlijk als afval beschouwd - aan elkaar tot animistische wezens, vaak hybriden, ergens tussen mens, dier en machine.
Omdat hij van zijn kunst niet kon leven, verdiende hij zijn brood met tijdelijke klussen. Zijn artistieke bezigheid gaf hem de kracht om het leven aan te kunnen. Tot 2006 leefde hij in het ouderlijk huis in Monreal in de Eifel. Van dit huis aan de voet van de Löwenburg maakte hij in de loop der jaren een fantastisch gesamtkunstwerk.
Na de dood van zijn ouders werd het leven in Monreal hem steeds moeilijker gemaakt. Van 2006 tot 2008 woonde hij met zijn Engelse vrouw in Engeland. Hier ontstond zijn boek Die Plange Angst. Met behulp van een vriend kwam hij met zijn vrouw terug naar Duitsland. Zijn huis in Kevelaer is tegelijk atelier en tentoonstellingsruimte. Het ouderlijk huis is tijdens zijn verblijf in Engeland in opdracht van de gemeente Monreal onbewoonbaar verklaard en afgebroken.
Bevriende kunstliefhebbers uit de omgeving zorgden ervoor, in samenwerking met Lisa Inckmann, directrice van Kunsthaus Kannen in Münster, dat het werk van Markus Meurer in talrijke tentoonstellingen getoond werd, in binnen- en buitenland.
Bekendheid kreeg het werk ook doordat de Nederlandse Stichting Collectie De Stadshof belangrijke kunstobjecten voor haar verzameling aankocht en in tentoonstellingen presenteerde. De laatste jaren maakt Meurer, naast objecten, steeds meer collages waarin hij zijn kijk op de wereld uiteenzet.

## Tentoonstellingen
- 1986 Genovevaburg, Mayen, Duitsland
- 2000 Het Vertrek, toonkamer voor kunst, Huissen, Nederland
- 2007 Kunsthaus Kannen, Münster, Duitsland
- 2008 Haus te Gesselen, Kevelaer, Duitsland
- 2009 Outsider Art House, Veenhuizen, Nederland
- 2009 Backyard Genius, Verbeke Foundation, Kemzeke, België
- 2009 2x2 Forum Outsider Art, Kunsthaus Kannen, Münster, Duitsland
- 2010 Insita 2010, Slowakische Nationalgalerie, Bratislava, Slowakije
- 2010 Verwandlungen, Haus Lawaczeck, Kerken, Duitsland
- 2010/2011 Galerie Stattmuseum, Düsseldorf, Duitsland
- 2011 Kunsthaus Kannen, Münster, Duitsland
- 2012 Art Brut Biënnale, Creatieve Fabriek, Hengelo, Nederland
- 2012 Garage Rotterdam, Rotterdam, Nederland
- 2013 Kunsthaus Kannen, Münster, Duitsland
- 2014 auf Pump, CityPalais, Duisburg, Duitsland
- 2014 Shrek, Galerie ART CRU, Berlijn, Duitsland
- 2014/2015 Sous le vent de l’art brut 2. Collection De Stadshof, Halle Saint-Pierre, Parijs, Frankrijk
- 2014 Kunstacker 144, Düsseldorf, Duitsland
- 2015 Art Brut Biënnale, Hengelo, Nederland
- 2015 Kunsthaus Kannen, Münster, Duitsland
- 2016 Atelier Filip Henin, Düsseldorf, Duitsland
- 2016 Museum Dr. Guislain, Gent, België
- 2017 Treibhaus Voll Kunst, Recklinghausen, Duitsland
- 2017 Museum Dr. Guislain, Gent, Belgien
- 2017 Kunsthaus Kannen, Münster, Duitsland
- 2017 Pop-Up Museum, Rotterdam, Nederland
- 2018 Galerie Herenplaats, Rotterdam, Nederland
- 2018 Galerie ART CRU, Berlin, Duitsland
- 2018 Hazemeijer, Hengelo, Nederland
- 2018 Salle François Mitterrand, Rives, Frankrijk
- 2019 Bergerie des Arts, Düsseldorf, Duitsland
- 2019 Galerie de La Tour, Klagenfurt, Oostenrijk
- 2021 Museum Wilhelm Morgner, Soest, Duitsland
- 2022 Kunstraum DenkArt, Recklinghausen, Duitsland
- 2022 Galerie Haus im Park, Emmerich, Duitsland
- 2022 Art Brut Biënnale, Hengelo, Nederland
- 2023 Treibhaus Voll Kunst, Recklinghausen, Duitsland
- 2023 Kunsthaus Kannen, Münster, Duitsland
- 2023 Art Brut Biënnale, Hengelo, Nederland
- 2024 Kunstforum Buddemühle, Welver, Duitsland
- 2024 Kulturwerkstatt auf AEG, Neurenberg, Duitsland

## Publicaties, catalogi
- Productie Outsider Art House(red.): Markus Meurer, Veenhuizen 2009.
- Markus Meurer, Die Plange Angst. edition statt-museum, Düsseldorf 2010, ISBN 978-3-00-032833-6.
- Petra Dreier & Michael Hanousek (red.), auf pump. 31 künstlerische Positionen, Duisburg 2014
- Alexandra von Gersdorff-Bultmann: SHREK - Markus Meurer, Berlin 2014.
- Frans Smolders, Liesbeth Reith, Jos ten Berge: Solitary Creations. 51 Artists out of De Stadshof Collection. Eindhoven 2014. ISBN 978-94-6226-047-4.
- Petra Dreier & Michael Hanousek, Ulrich Mohr (red.), KunstAcker 144. 35 künstlerische Positionen der Insider- & Outsiderkunst, Düsseldorf 2014
- Frans Smolders: Markus Meurer, in: Sous le vent de l’art brut 2 - Collection De Stadshof, Halle Saint-Pierre, Paris 2014, pp. 84-85.
- Hadwiga und Peter Nieting: Markus Meurer. Geldern 2018
- Aktion Kunst Stiftung (red.), inTime3, Soest 2021, ISBN 978-3-9818570-4-7

## Voetnoten
1. ↑  Lisa Inckmann: Zur Ausstellung. In: Alexandra von Gersdorff-Bultmann: SHREK - Markus Meurer, Berlin 2014, p. 4
2. ↑  Hadwiga Nieting: Biographie. In: Alexandra von Gersdorff-Bultmann: SHREK - Markus Meurer, Berlin 2014, p. 16.
3. ↑  Henk van Es: Künstlerhaus in Monreal. In: outsider-envirements.blogspot.de  d.d. 3 januari 2012.
4. ↑  Hadwiga Nieting: Biographie. In: Alexandra von Gersdorff-Bultmann: SHREK - Markus Meurer, Berlin 2014, p. 16.
5. ↑  Markus Meurer: Die Plange Angst. edition statt-museum, Düsseldorf 2010, ISBN 978-3-00-032833-6.
6. ↑  Ursula Quickert: „Art-brut-Haus“ wird abgerissen. In: Rheinzeitung d.d. 18 september 2007.
7. ↑  Liesbeth Reith: De Stadshof Collection, an art collection's history. In: Frans Smolders, Liesbeth Reith, Jos ten Berge: Solitary Creations. 51 Artists out of De Stadshof Collection, Eindhoven 2014, p. 30.
8. ↑   Frans Smolders, Liesbeth Reith, Jos ten Berge: Solitary Creations. 51 Artists out of De Stadshof Collection, Eindhoven 2014, pp. 326-327.